# Juice Wrld
Jarad Anthony Higgins (født 2. december 1998, død 8. december 2019), kendt under kunstnernavnet Juice WRLD (/ˈdʒus ˈwɜːrld/), var en amerikansk sanger, rapper og sangskriver.
Han er bedst kendt for sine singler "Lucid Dreams" og "All Girls Are the Same". Han nåede at udgive albummene 'Goodbye & Good Riddance’, ‘Death Race for Love’ og ‘Wrld on Drugs’ inden han døde. Efter hans død er yderligere tre album ved navn ‘Legends Never Die’, ‘Fighting Demons’ og ‘The Party Never Ends’ blevet udgivet.
Under en gennemgang af hans bagage i Midway Airport fik Juice Wrld et ildebefindende. Bagagen indeholdt blandt andet 41 poser med cannabis, seks flasker med receptpligtig kodein-hostesaft, to 9 millimeter-pistoler, en .40-pistol, et magasin og patroner, der kunne gå gennem metal. Dødsårsagen beskrives som en utilsigtet overdosis oxycodon og kodein.
Efter rapperens død har hans familie, i samarbejde med firmaet der ejer hans musik Interscope Records, udgivet flere af rapperens sange, som ikke nåede at blive færdige før hans tidlige død.